# Foe (單位)
foe 是一個用來描述超新星所釋出能量的單位，其值為1044焦耳或1051erg。一個 bethe (B) 和一個 foe 等值。
foe 是 [ten to the power of] fifty-one ergs 的首字母縮寫。
foe 這個詞是由石溪大學的 Gerald Brown 和 Hans Bethe 一起工作時因為太常用到此單位而創，而 bethe(B) 則是 Stephen Weinberg 以 Hans Bethe 之名所命。
這是個方便的測量單位，因为超新星通常在非常短的时间内（其可以以秒为单位测量）释放约一个Foe的可观测能量。相比之下，如果太阳在其整个生命周期具有其当前的光度，则它将释放3.827×1026W×3.1536×107s / yr×1010 年 ≈ 1.2 Foe。

## 延伸參考
- 數量級 (能量)

## 註解和參考資料
1. ↑  Hartmann DH. . Proc. Natl. Acad. Sci. U.S.A. April 1999, 96 (9): 4752–5  [2016-11-30]. Bibcode:1999PNAS...96.4752H. PMC 33568 . PMID 10220364. doi:10.1073/pnas.96.9.4752. （原始内容存档于2019-12-11）.
2. 1 2   Stephen Weinberg. . Physics World. 2006, 19 (2). doi:10.1088/2058-7058/19/2/31.
3. ↑  Marc Herant; Stirling A. Colgate; Willy Benz; Chris Fryer.  (PDF). Los Alamos Sciences. Los Alamos National Laboratory. October 25, 1997  [2008-04-23]. （原始内容存档 (PDF)于2013-02-21）.
4. ↑  
Gerald Brown. . World Scientific. 2006. ISBN 981-256-609-0.